# Площа Сталінградської битви
Площа Сталінградської битви (фр. Place de la Bataille-de-Stalingrad) — площа, що знаходиться в 19-му окрузі Парижа, рівно на перехресті вулиць Секретан і Жан Жорес. Поруч із нею проходить бульвар Віллет (фр. Boulevard de la Villette) і вулиця Фоете, а зовсім недалеко протікає канал Сен-Мартен (фр. canal Saint-Martin). Площа названа на честь перемоги радянських військ у Сталінградській битві, одній із найбільших битв Другої світової війни. Найближчі станції метро, від яких до площі можна пройти пішки — Сталінград, Жорес (фр. Jaurès) та Луї Блан (фр. Louis Blanc).

## Історія
Колишню частину бульвару Віллет стали називати «Площа Сталінград» ще в 1945 році, за тимчасового уряду. Довгий час парижанам і гостям міста вона правила за автобусну станцію. У 1993 році було закріплено офіційну назву «Площа Сталінградської битви». У 2006 році площа модернізована. Тепер це пішохідна площа з центральним фонтаном, ротондою Ла Віллет (фр. Rotonde de la Villette) та двома ресторанами: 25 Degrés Est і La Rotonde.